# Dobrovillea, Camenița
Dobrovillea (în ucraineană Добровілля) este un sat în comuna Prîvorottea din raionul Camenița, regiunea Hmelnîțkîi, Ucraina.

## Demografie
Componența lingvistică a localității Dobrovillea
     Ucraineană (99,25%)
     Alte limbi (0,76%)
Conform recensământului din 2001, majoritatea populației localității Dobrovillea era vorbitoare de ucraineană (99,25%), existând în minoritate și vorbitori de alte limbi.